# Pekao Szczecin Open
Pekao Szczecin Open — международный мужской профессиональный теннисный турнир, проходящий осенью после Открытого чемпионата США на грунтовых кортах Щецина (Польша). Турнир проходит с 1993 года и в последние годы входит в календарь Мирового тура ATP Challenger, в его наиболее престижной категории, Tretorn SERIE+. Призовой фонд в 2011 году составляет 106 500 евро (не считая оплаты проживания) при турнирной сетке, рассчитанной на 32 участника в одиночном разряде и 16 пар.

## Общая информация
Турнир в Щецине впервые прошёл в 1993 году как турнир сателлитной серии, с призовым фондом, составлявшим 25 тысяч долларов. В этом качестве он проводился до 1995 года, а с 1996 года был включён в календарь серии ATP Challenger. С 1997 года щецинский турнир, спонсируемый одновременно польским банком Pekao и городским муниципалитетом, располагает призовым фондом в 125 тысяч долларов плюс компенсация затрат на проживание для участников. Некоторое время — Открытый чемпионат Щецина — часть серии Tretorn SERIE+, в которую входили «челленджеры» с самым высоким призовым фондом.

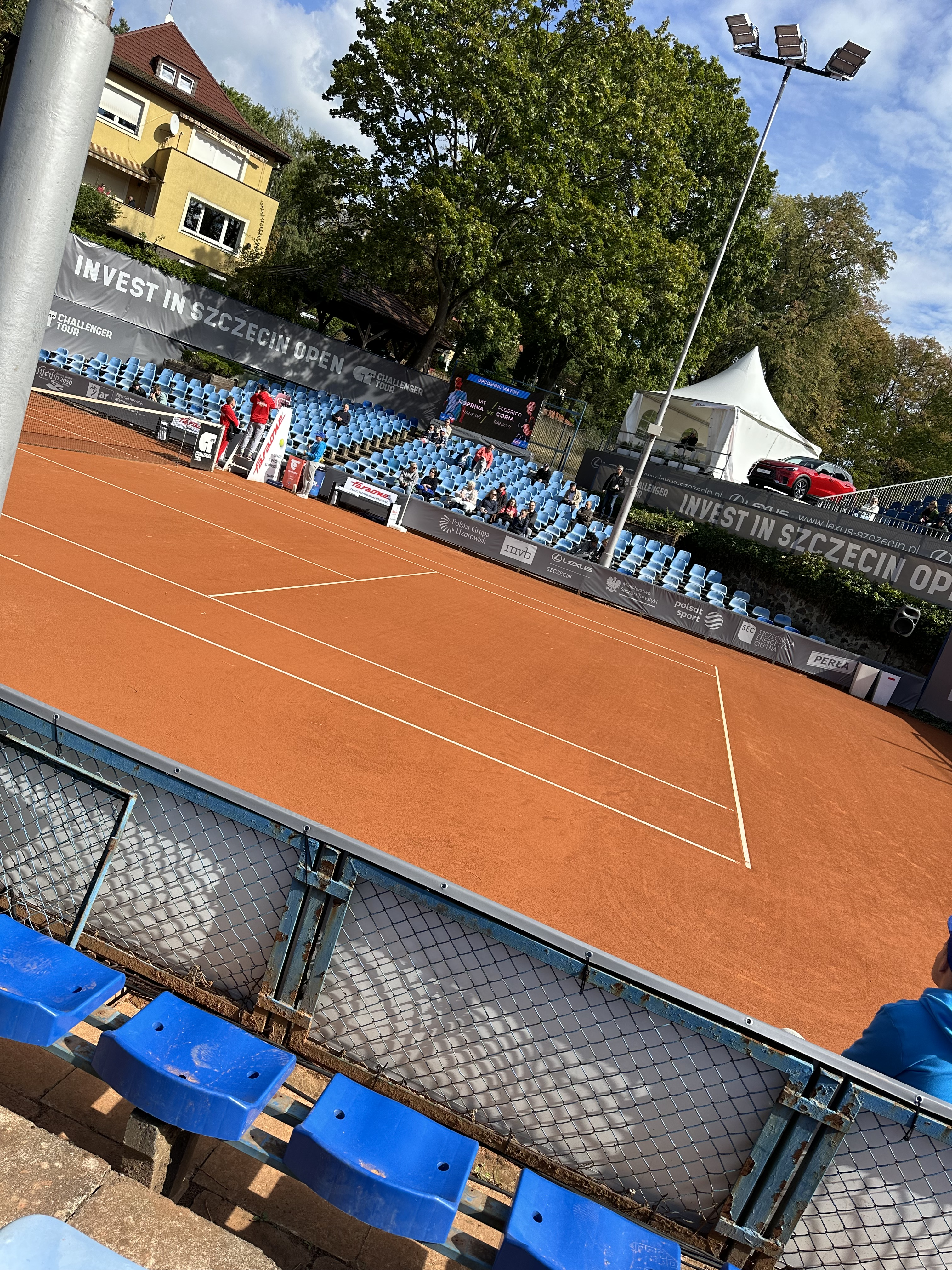
Проведение турнира в 2024 году. Полуфинал

## Победители и финалисты
Ни одному игроку не удавалось дважды победить в Щецине в одиночном разряде. Наибольшего успеха в одиночном разряде добились Николас Лапентти, Богдан Улиграх и Флоран Серра, по два раза выступавшие в финале и по разу добившиеся победы. Напротив, в парном разряде пара хозяев корта, Марцин Матковский и Мариуш Фирстенберг, побеждала три раза, а германская пара Томас Беренд—Кристофер Кас добилась двух побед. Матковский является одним из лидеров турнира по числу появлений в финалах (4 раза, как и у Альберто Мартина, по два раза игравшего в финале в одиночном и парном разрядах, но завоевавшего только один титул).
Если в парах польские теннисисты регулярно играют и побеждают в финале щецинского турнира, то в одиночном разряде поляк Бартломей Дабровский только один раз, в самый первый год проведения, сумел выйти в финал и победить. Лидируют по числу побед в одиночном разряде аргентинцы с тремя титулами. Два раза в одиночном разяде побеждали представители России — Николай Давыденко и Евгений Королёв. В парах представителей республик бывшего СССР в числе победителей не было, и только в 2009 году в финал впервые пробилась украинская пара, чей результат через два года повторили теннисисты из Казахстана.
| Год  | Победитель           | Финалист               | Счёт        |
| ---- | -------------------- | ---------------------- | ----------- |
| 2014 | Дастин Браун         | Ян-Леннард Штруфф      | 6-4 6-3     |
| 2013 | Александр Недовесов  | Пере Риба              | 6-2 7-5     |
| 2012 | Виктор Ханеску       | Иньиго Сервантес Уэгун | 6-4 7-5     |
| 2011 | Руй Машаду           | Эрик Продон            | 2-6 7-5 6-2 |
| 2010 | Пабло Куэвас         | Игорь Андреев          | 6-1 6-1     |
| 2009 | Евгений Королёв      | Флоран Серра           | 6-4 6-3     |
| 2008 | Флоран Серра         | Альберт Монтаньес      | 6-4 6-3     |
| 2007 | Серхио Ройтман       | Иво Минарж             | 6-2 7-5     |
| 2006 | Николас Лапентти     | Богдан Улиграх         | 3-6 6-3 6-3 |
| 2005 | Агустин Кальери      | Альберто Мартин        | 4-6 6-2 6-4 |
| 2004 | Эдгардо Масса        | Давид Санчес           | 6-2 6-2     |
| 2003 | Николас Массу        | Альберт Портас         | 6-4 6-3     |
| 2002 | Николай Давыденко    | Давид Санчес           | 6-3 6-3     |
| 2001 | Хуан Игнасио Чела    | Николя Кутло           | 6-1 6-3     |
| 2000 | Богдан Улиграх       | Альберто Мартин        | 6-0 6-2     |
| 1999 | Андреас Винчигуэрра  | Хуан Антонио Мартин    | 6-2 6-4     |
| 1998 | Юнес эль-Айнауи      | Йенс Книппшильд        | 6-3 6-4     |
| 1997 | Ричард Фромберг      | Николас Лапентти       | 6-7 6-4 6-1 |
| 1996 | Джими Шимански       | Нуну Маркиш            | 2-6 6-3 6-3 |
| 1995 | Патрик Мор           | Федерико Лусин         | 2-6 6-1 6-2 |
| 1994 | Рейнгард Вавра       | Арманд Стромбах        | 3-6 6-2 7-6 |
| 1993 | Бартломей Дабровский | Павел Визнер           | 6-7 6-2 6-3 |

| Год  | Победители                                   | Финалисты                               | Счёт              |
| ---- | -------------------------------------------- | --------------------------------------- | ----------------- |
| 2014 | Дастин Браун Ян-Леннард Штруфф               | Томаш Беднарек Игорь Зеленай            | 6-2 6-4           |
| 2013 | Кен Скупски Нил Скупски                      | Андреа Арнабольди Алессандро Джанесси   | 6-4 1-6 [10-7]    |
| 2012 | Андре Бегеман Мартин Эммрих                  | Томаш Беднарек Матеуш Ковальчик         | 3-6 6-1 [10-3]    |
| 2011 | Марцин Гаврон Андрей Капас                   | Андрей Голубев Юрий Щукин               | 6-4 6-3           |
| 2010 | Дастин Браун Рогир Вассен                    | Рамиз Джунейд Филипп Маркс              | 6-4 7-5           |
| 2009 | Томаш Беднарек Матеуш Ковальчик              | Александр Долгополов Артём Смирнов      | 6-3 6-4           |
| 2008 | Давид Марреро Давид Олейничак                | Лукаш Кубот Оливер Марах                | 7-6(4) 6-3        |
| 2007 | Томас Беренд (2) Кристофер Кас (2)           | Хуан Пабло Бжезицки Хуан Пабло Гусман   | 6-0 5-7 [10-8]    |
| 2006 | Томас Беренд Кристофер Кас                   | Томаш Беднарек Марцин Матковский        | 6-1 3-6 [10-4]    |
| 2005 | Марцин Матковский (3) Мариуш Фирстенберг (3) | Агустин Кальери Себастьян Прието        | 6-2 6-4           |
| 2004 | Лукас Арнольд-Кер Мариано Худ                | Альберто Мартин Оскар Эрнандес          | 6-0 6-4           |
| 2003 | Марцин Матковский (2) Мариуш Фирстенберг (2) | Ярослав Левинский Давид Шкох            | 6-1 7-5           |
| 2002 | Хосе Акасусо Андрес Шнейтер                  | Леош Фридль Давид Шкох                  | 6-4 7-5           |
| 2001 | Марцин Матковский Мариуш Фирстенберг         | Хуан-Игнасио Карраско Алекс Лопес-Морон | 6-4 7-6(2)        |
| 2000 | Альберто Мартин Эяль Ран                     | Мартин Родригес Мариано Худ             | 7-6(2) 6-7(5) 6-2 |
| 1999 | Александар Китинов Джек Уэйт                 | Мартин Гарсия Гильермо Каньяс           | 6-1 5-7 6-4       |
| 1998 | Радомир Вашек Орлин Станойчев                | Массимо Ардинги Алекс Лопес-Морон       | 7-6 3-6 6-4       |
| 1997 | Том Кемперс Даниэль Орсанич                  | Кристиан Бранди Филиппо Мессори         | 6-3 7-5           |
| 1996 | Том Ванхудт Фернон Вибир                     | Эмануэл Коту Нуну Маркиш                | 6-1 6-1           |
| 1995 | Мартин Дворжачек Ота Фукарек                 | Роланд Бурчер Патрик Мор                | 6-4 6-4           |
| 1994 | Арнд Каспари Йорг Шорс                       | Филиппо Вельо Алистер Хант              | 6-1 6-3           |
| 1993 | Рене Ганак Томаш Крупа                       | Оливер Гросс Роберт Эрикссон            | 6-1 6-0           |